# Marcos da Cornualha
Marcos ou Mars da Cornualha é um rei lendário da Cornualha e personagem no Ciclo Arturiano da literatura medieval. Especificamente, Marcos é o marido de Isolda, que ao apaixonar-se por Tristão desencadeia uma história trágica que foi motivo de muitas versões literárias desde a Idade Média até a atualidade.

## Lenda e literatura
O personagem aparece cedo na literatura galesa medieval. Por exemplo, há uma Tríade galesa que se refere a Drystan (Tristão) como alguém que cuida dos porcos de March (Marcos) e se comunica com Essylt (Isolda). A lenda aparece mais desenvolvida a partir do século XI, em obras francesas e alemãs, na qual Marcos é retratado como irmão de Brancaflor, mãe de Tristão, sendo portanto tio do cavaleiro. Segundo a versão básica da história, Tristão vai à Irlanda para trazer Isolda à Cornualha, onde a bela mulher desposará seu tio. No caminho, porém, Tristão e Isolda bebem acidentalmente uma poção mágica que faz com que os dois se apaixonem perdidamente um pelo outro. Apesar disso, Isolda se casa com Marcos, levando os dois amantes a uma vida difícil, ao tentar realizar seus desejos amorosos sem despertar suspeitas na corte.

## Historicidade
Há evidência de que o rei Marcos poderia estar inspirado num nobre galês real, chamado March filho de Meirchyawn. Na Vida de Paulino de Gales, escrita no século IX, Marcos é relacionado com Cunomorus, que reinou na Cornualha no século VI. O nome Cunomorus também aparece numa incrição da chamada "Pedra de Tristão", localizada em Fowey, Cornualha. Uma das leituras possíveis da inscrição, muito deteriorada e abreviada, seria: "DRUSTANUS HIC IACIT CVNOMORI FILIVS", ou seja, "Drustanus jaz aqui, filho de Cunomorus".